# Bolyphantes lamellaris
Bolyphantes lamellaris là một loài nhện trong họ Linyphiidae.
Loài này thuộc chi Bolyphantes. Bolyphantes lamellaris được Andrei V. Tanasevitch miêu tả năm 1990.